# 九龍巴士70K線
九龍巴士70K線是香港粉嶺／上水新市鎮一條區內巴士路線，循環來往華明及清河，是粉嶺南首條巴士線。

## 歷史
- 1985年11月17日：本線因應位於和合石的田心臨時房屋區（即今牽晴間／粉嶺官立中學所在）入伙而開辦，提供來往臨屋區及粉嶺火車站接駁九廣鐵路（今港鐵東鐵綫）及上水的巴士服務。
- 1990年8月1日：因應華明邨入伙，本路線遷入該處作總站。
- 1993年5月9日：貫穿粉嶺南區的百和路介乎蓬瀛仙館至雞嶺及彩園邨的一段通車，本路線改為循環運作，總站設於華明，往上水方向取道百和路、彩園路、新豐路，以縮短行車時間。
- 1997年7月17日：因避免與同日開辦的273A重疊，所以本線改經掃管埔路及新運路往上水。
- 2004年7月4日：加入1輛空調巴士行走。
- 2007年8月20日：全線改以空調巴士行走。
- 2008年12月7日：繞經清河邨。
- 2013年8月24日：配合北區「區域性巴士路線重組」第二階段實施，以清河邨循環運作。本線以清河邨為定時點，巴士到達該站時，會稍作停留，至編定時間才開出。同時來回程改經聯和墟、翠麗花園及上水。
- 2013年11月9日：更改行車路線，繞經馬適路、一鳴路，並加經太平。
- 2014年1月27日：往上水（清河）方向增停天平路「鳳南路」分站。
- 2015年3月21日：增設到站時間預報。[1]
- 2015年5月9日：來回程增設「粉嶺樓路」分站；往粉嶺（華明）方向增設保健路「北區醫院」分站，不再繞經太平巴士總站。
- 2015年7月25日：往上水（清河）方向於沙頭角公路北行「粉嶺消防局」巴士站加設分站。
- 2016年6月6日：往上水（清河）方向新增天平路「翠麗花園第三座」分站。

## 服務時間及班次
| 華明開               | 華明開      | 華明開       |
| 日期                 | 服務時間    | 班次（分鐘） |
| -------------------- | ----------- | ------------ |
| 星期一至五           | 05:40-07:00 | 20           |
| 星期一至五           | 07:00-07:30 | 15           |
| 星期一至五           | 07:30-10:30 | 20           |
| 星期一至五           | 10:30-14:00 | 15           |
| 星期一至五           | 14:00-15:00 | 20           |
| 星期一至五           | 15:00-16:30 | 15           |
| 星期一至五           | 16:30-00:30 | 20           |
| 星期六、日及公眾假期 | 05:40-12:00 | 20           |
| 星期六、日及公眾假期 | 12:00-17:30 | 15           |
| 星期六、日及公眾假期 | 17:30-00:30 | 20           |

特別班次（清河→上水→翠麗花園→華明）
- 每日：05:30

## 收費
全程：$5.4
| - 本線設有12歲以下小童及65歲或以上長者半價優惠。 - 65歲或以上香港居民使用「樂悠咭」，以及12歲以下合資格殘疾兒童使用「殘疾人士身份」個人八達通繳付車資，均可享有每程$2.0或半價（以較低者為準）的票價優惠；12至64歲合資格殘疾人士使用「殘疾人士身份」個人八達通（包括「樂悠咭」），以及60至64歲香港居民使用「樂悠咭」繳付車資，均可享有每程$2.0或全費（以較低者為準）的票價優惠。 - 65歲或以上長者如使用長者或一般個人八達通繳付車資，則只可享有半價優惠；12至64歲合資格殘疾人士如不使用「殘疾人士身份」個人八達通，以及60至64歲人士如不使用「樂悠咭」繳付車資，必須繳付全費。 - 乘客可以現金或八達通於上車時付款，不設找續。 - 每位成人乘客可免費攜帶最多兩名4歲以下而不佔座位的兒童乘客乘車，超額之4歲以下小童必須繳付小童車費乘車。 - 持有「九巴月票」之乘客在車票有效期內，每日可享最多10程任何九龍巴士及龍運巴士路線（包括本路線，以及聯營路線的九龍巴士／龍運巴士提供的班次；惟乘搭機場「A」及「NA」線則可享原價二七折優惠（不會計算每天10次合資格車程））；而B1線則每日可享最多各2程（不會計算每天10次合資格車程）。 - 九龍巴士、城巴、龍運巴士及陽光巴士全職員工及家屬（不包括外判職員）可免費乘搭本路線，惟必須拍職員或職員家屬八達通。 - 乘客亦可透過多元化電子支付系統（e度嘟）繳付車資，包括使用非接觸式VISA卡、JCB卡、萬事達卡、銀聯卡、美國運通、大來國際、Discover Card、Apple Pay、Google Pay、Samsung Pay、AlipayHK「易乘碼」、支付寶、WeChatHK／微信支付「搭車碼」、銀聯雲閃付「乘車碼」及BOC Pay「乘車碼」。乘客使用此付款方式，使用此支付方式的乘客可享有中途下車之分段收費，以及與其他九巴／龍運獨營路線或聯營線九巴／龍運班次之轉乘優惠，惟不適用於與非九巴／龍運路線之轉乘優惠，亦不能享有「公共交通費用補貼計劃」及「長者及合資格殘疾人士公共交通票價優惠計劃」。 |

### 八達通轉乘優惠
乘客登上本線後150分鐘內以同一張八達通卡轉乘以下路線，或從以下路線登車後150分鐘內以同一張八達通卡轉乘本線，次程可獲車資折扣優惠：
70K←→73、73A，次程可獲$5.4折扣優惠
- 70K往華明 → 73往大埔或73A往愉翠苑
- 73或73A往華明 → 70K往清河

70K←→273A、273D，次程可獲$4.8折扣優惠
- 70K往華明 → 273A往彩園或273D往清河
- 273A往華明 → 70K往清河

70K←→屯門／元朗／天水圍路線，次程可獲$5.4折扣優惠
- 70K往清河 → 77K往元朗、261往屯門、276/276A/276B/276P往天水圍
- 77K、261/261P或276/276A/276B/276P往上水 → 70K往華明

70K←→九龍市區路線，次程可獲$5.4折扣優惠
- 70K往華明 → 270A往尖沙咀、270B往深水埗、270P往九龍站或277X/277P/277E往藍田站
- 270A、270B往上水、277X往聯和墟、277P或277E往上水 → 70K往清河

70K←→荃灣及葵青路線，次程可獲$5.4折扣優惠
- 70K往華明 → 278X/278P往荃灣
- 278X往上水 → 70K往清河
- 70K往清河 → 279X往青衣
- 279X或聯和墟 → 70K往華明

70K←→過海隧道路線，次程可獲$4折扣優惠
- 70K任何方向 → 373/673往香港站或978系往灣仔
- 373/673往上水或978往華明 → 70K任何方向

## 使用車輛
本線開辦初期，主要採用利蘭勝利二型巴士行駛，1990年代中開始，勝利二型因年事已高需被淘汰，因此改用較長的11米巴士行駛。曾創下九巴超速紀錄的一代車皇平治O305巴士於2002年底退役前，擔任本線主力。O305型巴士全數退役後，全線採用11米的非空調巴士行駛（以丹尼士巨龍為主）。
現時，本路線獲派6輛富豪B9TL 12米（AVBWU）雙層巴士及1輛斯堪尼亞K230UB 12米（ASC）單層巴士。
| 車隊編號 | 車牌   |
| -------- | ------ |
| AVBWU58  | PS9654 |
| AVBWU136 | PX5463 |
| AVBWU138 | PX5598 |
| AVBWU205 | PZ9163 |
| AVBWU214 | RA 470 |
| AVBWU374 | TB9362 |
| ASC16    | PB1383 |

## 行車路線
經：雷鳴路、偉明街、百和路、一鳴路、百和路、馬會道、新運路、沙頭角公路—龍躍頭段、聯安街、聯和墟巴士總站、和睦路、粉嶺樓路、馬適路、天平路、馬會道、龍琛路、龍運街、新運路、掃管埔路、雞嶺迴旋處、掃管埔路、百和路、清曉路、清河邨公共運輸交匯處、清曉路、保健路、保平路、保健路、百和路、掃管埔路、雞嶺迴旋處、掃管埔路、新運路、龍琛路、馬會道（西行）、迴旋處、馬會道（東行）、馬適路、粉嶺樓路、和睦路、聯安街、沙頭角公路—龍躍頭段、新運路、馬會道、百和路、一鳴路、百和路、華明路及雷鳴路。

### 沿線車站

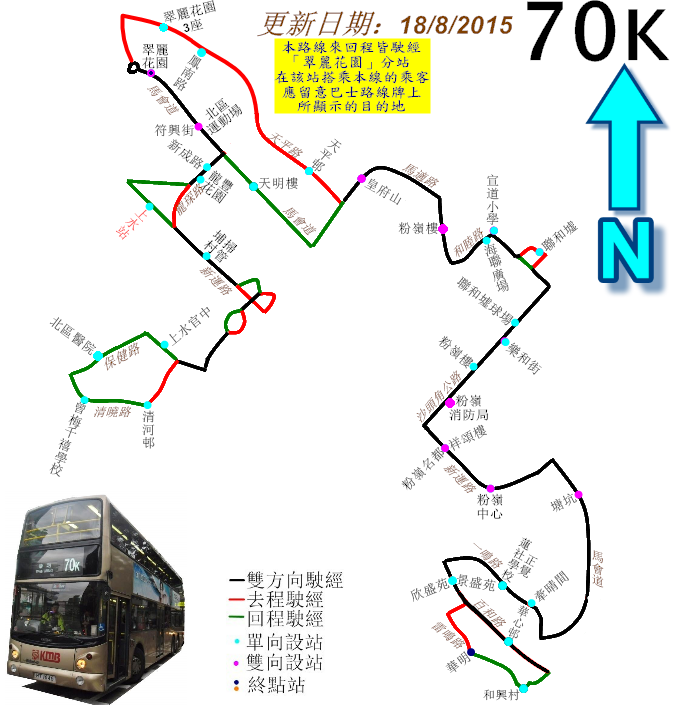

| 華明開 | 華明開             | 華明開               |
| 序號   | 車站名稱           | 位置                 |
| ------ | ------------------ | -------------------- |
| 1      | 華明巴士總站       | 華明巴士總站         |
| 2      | 欣盛苑             | 百和路               |
| 3      | 牽晴間             | 一鳴路               |
| 4      | 塘坑               | 馬會道               |
| 5      | 粉嶺中心           | 新運路               |
| 6      | 粉嶺名都（B1）     | 新運路               |
| 7      | 粉嶺消防局         | 沙頭角公路—龍躍頭段  |
| 8      | 粉嶺樓             | 沙頭角公路—龍躍頭段  |
| 9      | 聯和墟球場         | 沙頭角公路—龍躍頭段  |
| 10     | 聯和墟             | 聯和墟巴士總站       |
| 11     | 海聯廣場           | 和睦路               |
| 12     | 粉嶺樓路           | 粉嶺樓路             |
| 13     | 皇府山             | 馬適路               |
| 14     | 天平邨             | 天平邨巴士總站       |
| 15     | 鳳南路             | 天平路               |
| 16     | 翠麗花園第三座     | 天平路               |
| 17     | 翠麗花園           | 馬會道               |
| 18     | 龍豐花園           | 龍琛路               |
| 19     | 掃管埔村           | 新運路               |
| 20     | 清河邨巴士總站     | 清河邨公共運輸交匯處 |
| 21     | 曾梅千禧學校       | 清曉路               |
| 22     | 北區醫院           | 保健路               |
| 23     | 上水官立中學       | 百和路               |
| 24     | 上水站             | 新運路               |
| 25     | 新成路             | 龍琛路               |
| 26     | 符興街             | 馬會道               |
| 27     | 翠麗花園           | 馬會道               |
| 28     | 北區運動場         | 馬會道               |
| 29     | 天平邨天明樓       | 馬會道               |
| 30     | 皇府山             | 馬適路               |
| 31     | 粉嶺樓路           | 粉嶺樓路             |
| 32     | 上水宣道小學       | 和睦路               |
| 33     | 樂和街             | 沙頭角公路—龍躍頭段  |
| 34     | 粉嶺消防局         | 沙頭角公路—龍躍頭段  |
| 35     | 祥華邨祥頌樓（A1） | 新運路               |
| 36     | 粉嶺中心           | 新運路               |
| 37     | 塘坑               | 馬會道               |
| 38     | 正覺蓮社學校       | 一鳴路               |
| 39     | 景盛苑             | 百和路               |
| 40     | 華心邨             | 百和路               |
| 41     | 和興村             | 華明路               |
| 42     | 華明巴士總站       | 華明巴士總站         |

## 使用狀況
此路線覆蓋範圍甚廣，途經區內多間學校、屋邨、屋苑等，因此繁忙時間客量較高，但亦因定線較迂迴，而北區區內有多條路線連接港鐵站(如270、273、273A、273B、273D、278K等)，大部份時間流水客較少。